# Caloptilia columbaepennella
Caloptilia columbaepennella är en fjärilsart som först beskrevs av A. Costa 1839.  Caloptilia columbaepennella ingår i släktet Caloptilia och familjen styltmalar.
Artens utbredningsområde är Italien. Inga underarter finns listade i Catalogue of Life.